# Regățeni
Regățeni (variantă răgățeni) este denumirea folosită de românii din Imperiul Austro-Ungar (i.e. Transilvania, Crișana, Maramureș, Banat și Bucovina) pentru românii originari din Regatul României, în întinderea sa de dinainte de 1918 (i.e. Vechiul Regat).
În același timp, românii din Vechiul Regat îi numeau „supuși austrieci” pe românii din Transilvania, Banat și Bucovina, teritorii din cadrul Imperiului Austriac. Românii din Ardeal, Crișana, Maramureș și Banat, care au fost în componența Austro-Ungariei erau supranumiți în trecut „ungureni”, denumire care apare de exemplu și în poemul Miorița, precum și la numeroase toponimii (localități cu numele „Ungureni”) sau nume de familie (e.g. „Ungureanu”). Românii din Bucovina erau numiți de românii din Vechiul Regat „corduneni”. Denumirea provine de la faptul că în 1774, Austria a impus un cordon sanitar la granița dintre Bucovina și Moldova. Denumirea apare la toponimii („Cordun”) sau nume de familie („Corduneanu” cu varianta „Cordunean”) și de asemenea este aleasă ca titlu de Eusebiu Camilar pentru romanul său Cordun.

## Galerie de imagini

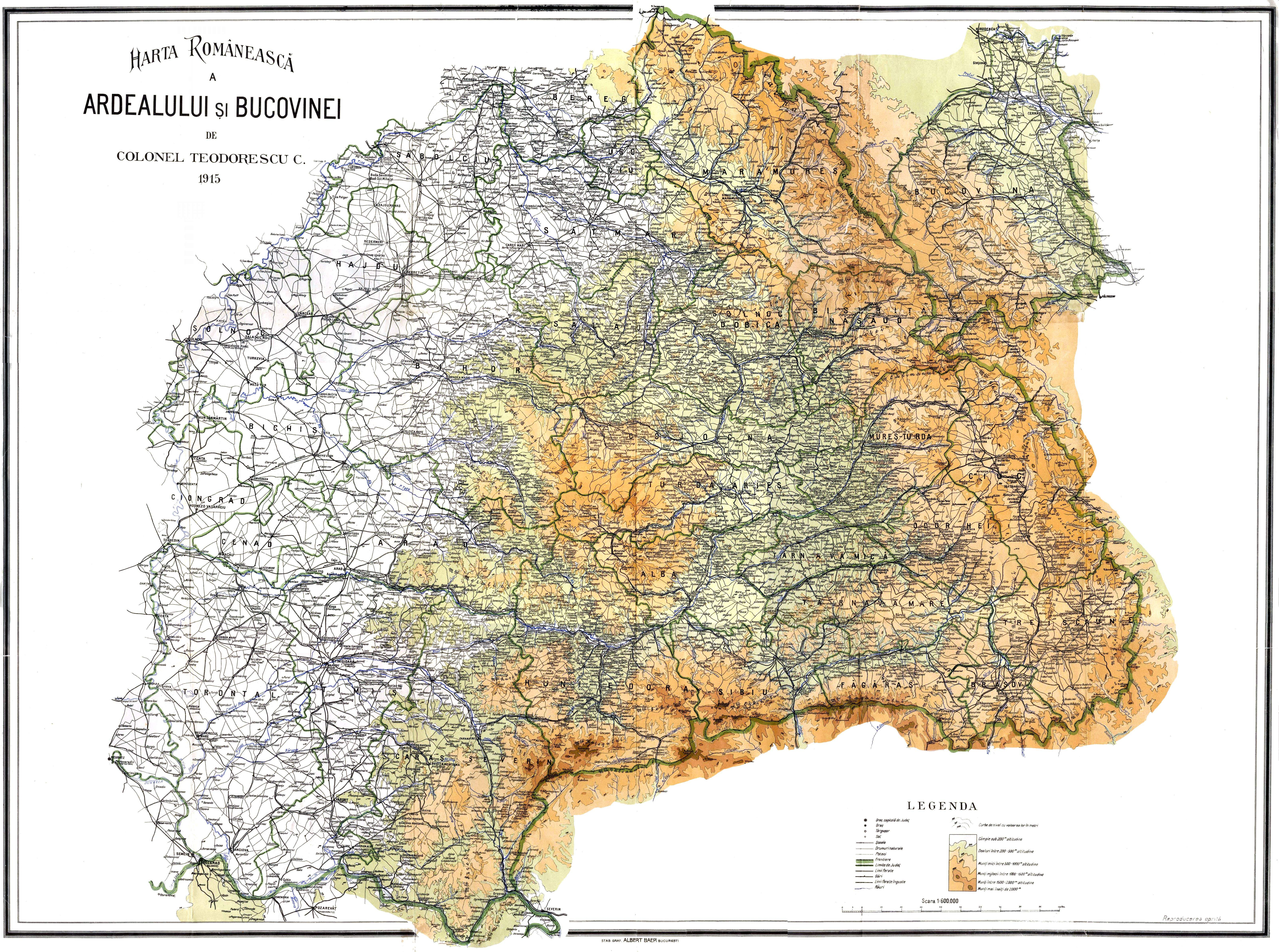
Teritoriile Austro-Ungare în care trăiau români
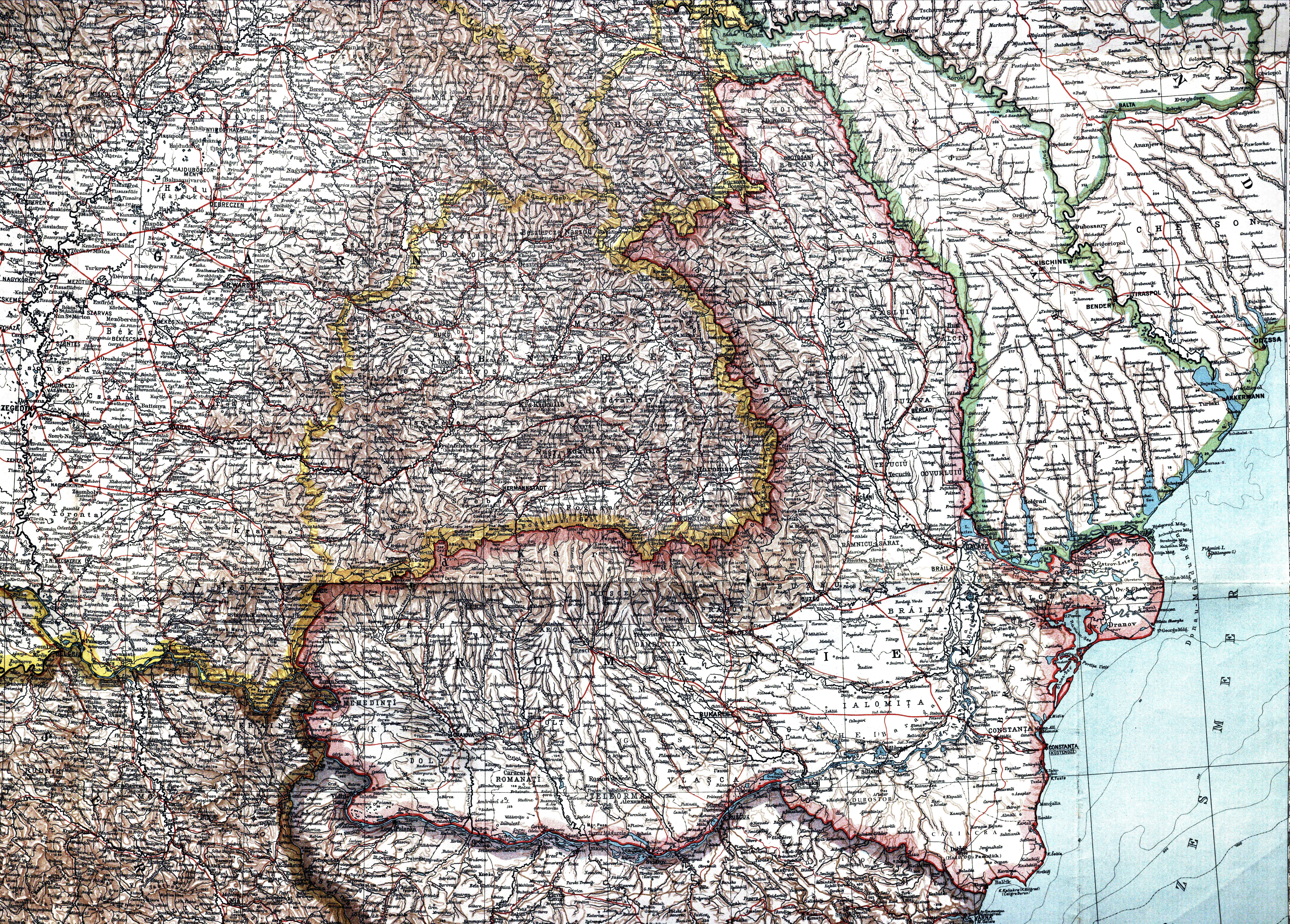
Regatul României la izbucnirea Primului Război Mondial
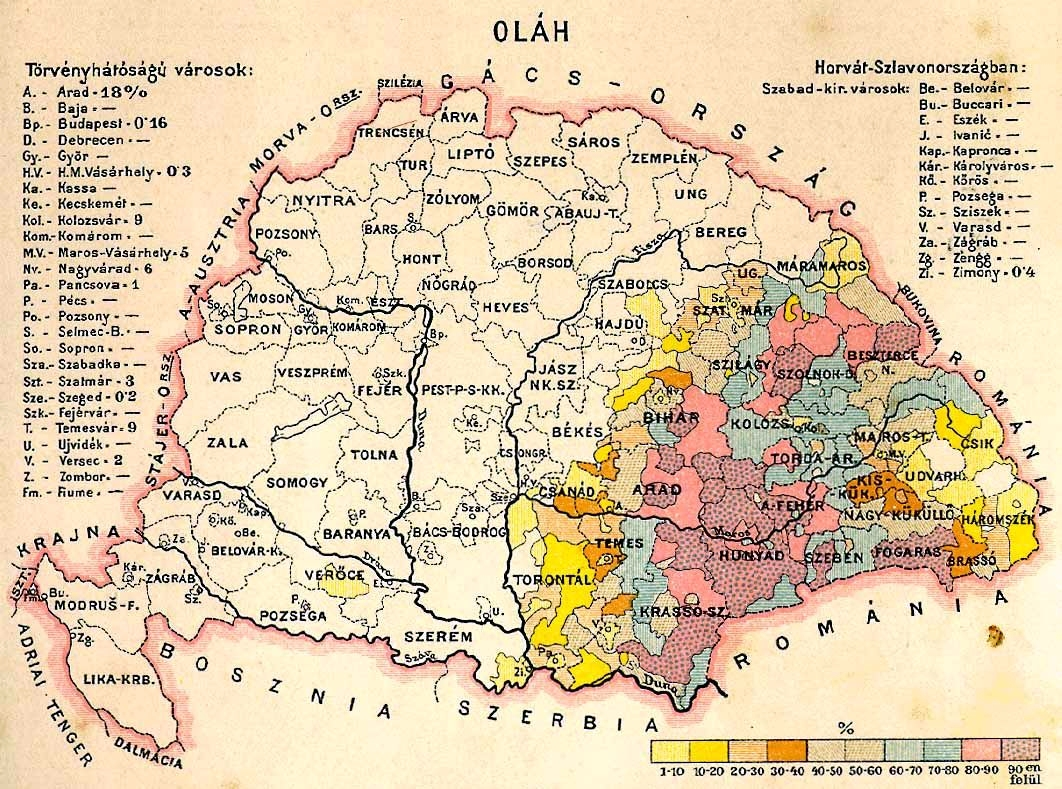
Românii "ungureni" (1890)
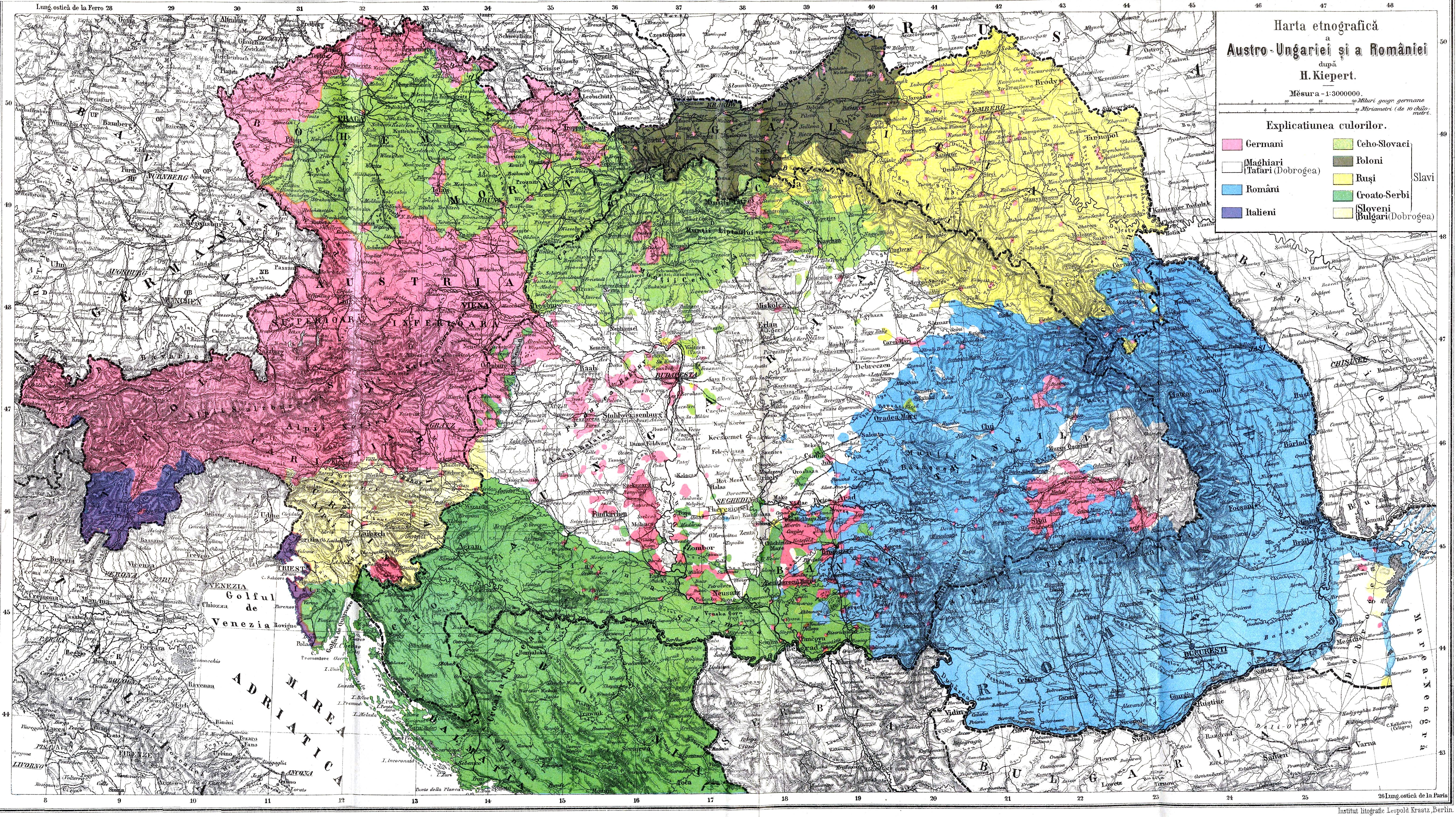
România şi Imperiul Austro-Ungar, harta etnică